# 展苞灯心草
展苞灯心草（学名：Juncus thomsonii）为灯心草科灯心草属的植物。分布于喜马拉雅山区、中亚以及中国大陆的四川、西藏、青海、甘肃、陕西、云南等地，生长于海拔2,800米至4,300米的地区，多生长于高山草甸、池边、沼泽地或林下潮湿处，目前尚未由人工引种栽培。